# Малахов Ігор Борисович
Малахов Ігор Борисович (нар. 8 липня 1960, Одеса) — український режисер, актор та учасник комік-трупи «Маски».

## Фільмографія
| Рік  | Фільм                          | Роль                                                |
| ---- | ------------------------------ | --------------------------------------------------- |
| 1991 | Сім днів з російською красунею | Білий офіцер / робітник / червоний патруль / басмач |
| 2002 | Копійка                        |                                                     |
| 2003 | Козаки                         | Розбійник                                           |
| 2016 | Моя бабуся Фані Каплан         | Яків Свердлов                                       |